# Janusz Nowakowski

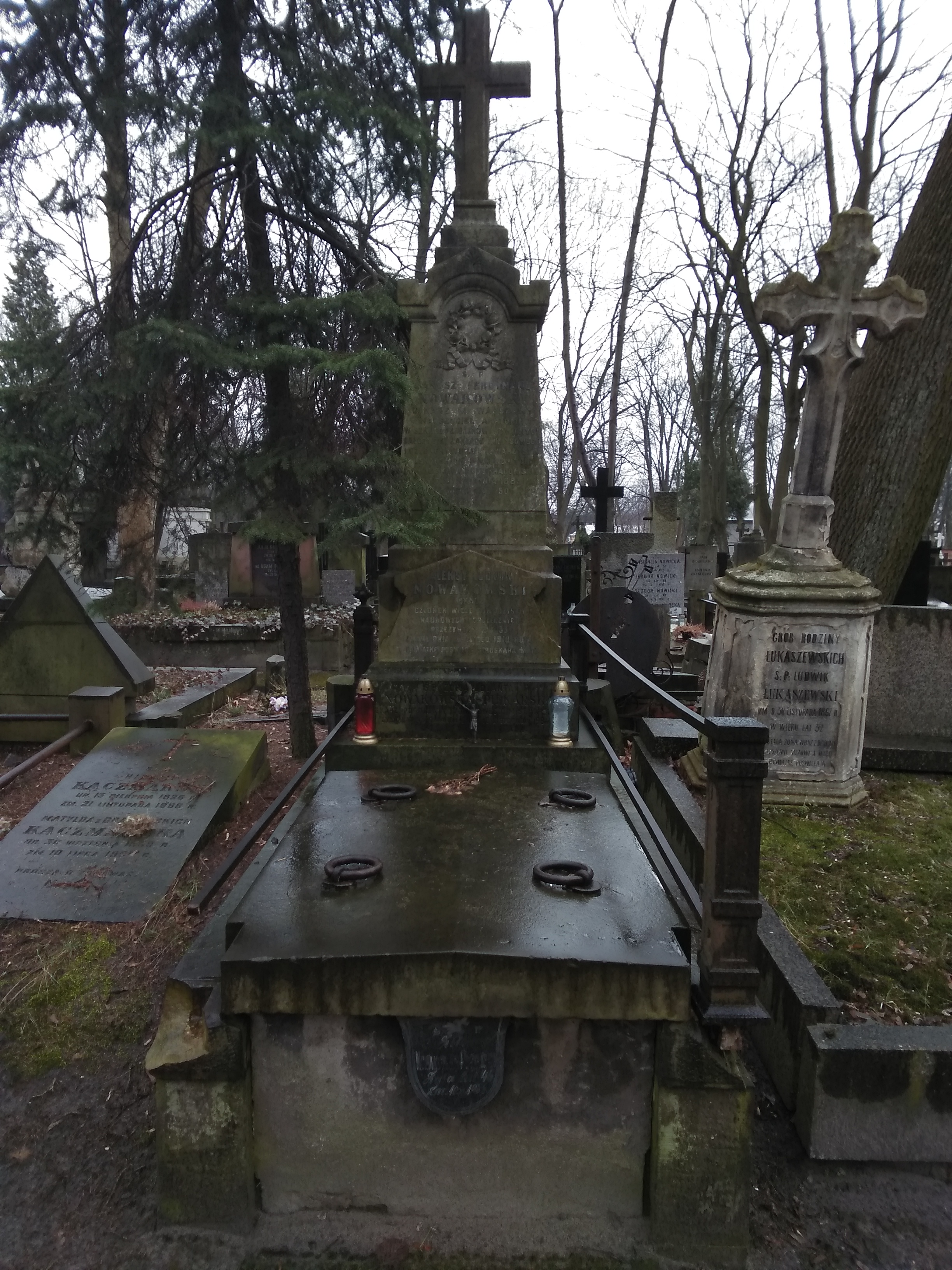
Grób Janusza Nowakowskiego na cmentarzu Powązkowskim

Janusz Ferdynand Nowakowski (ur. 21 grudnia 1832 w Skale, zm. 10 kwietnia 1883 w Warszawie) – polski lekarz, pisarz i bibliotekarz.
Pracownik Sądu Apelacyjnego Królestwa, Kancelarii IX Departamentu Rządzącego Senatu, gdzie pełnił funkcję pomocnika bibliotekarza, którym był wówczas Kazimierz Władysław Wóycicki, w latach 1864–1876 lekarz w Szpitalu św. Ducha. Od 1872 pełnił funkcję lekarza miejskiego.
W latach 1867–1868 redaktor „Pamiętnika Towarzystwa Lekarskiego Warszawskiego”. Współpracował również z „Biblioteką Warszawską” i „Tygodnikiem Ilustrowanym”.
Należał do Towarzystwa Lekarskiego Warszawskiego oraz lekarskich towarzystw krajowych i zagranicznych. Napisał kilka prac specjalistycznych z dziedziny medycyny oraz biografie lekarzy.
Pochowany na cmentarzu Powązkowskim w Warszawie (kwatera L-6-24).

## Publikacje
- Ksiądz Wacław Štulc kanonik wyszehradzki, tłumacz Adama Mickiewicza na język czeski: szkic biograficzny (1861)
- Życie i prace naukowe Jana Purkyné'go, doktora medycyny i filozofii (1862)
- Życie i prace Aleksandra Antoniego Le Bruna [...] (1868)
- Ambroży Grabowski: wspomnienie z Krakowa (1869)